# قبلان
قبلان  هي بلدة فلسطينية تأسست عام 1596 في محافظة نابلس في الضفة الغربية. تشتهر بالزراعة بشكل عام؛ كالزيتون وأشجار اللوزيات. قد عُرِفَ أهلها بقدرتهم على حل الخلافات والقضاء على الفتنة والفساد.

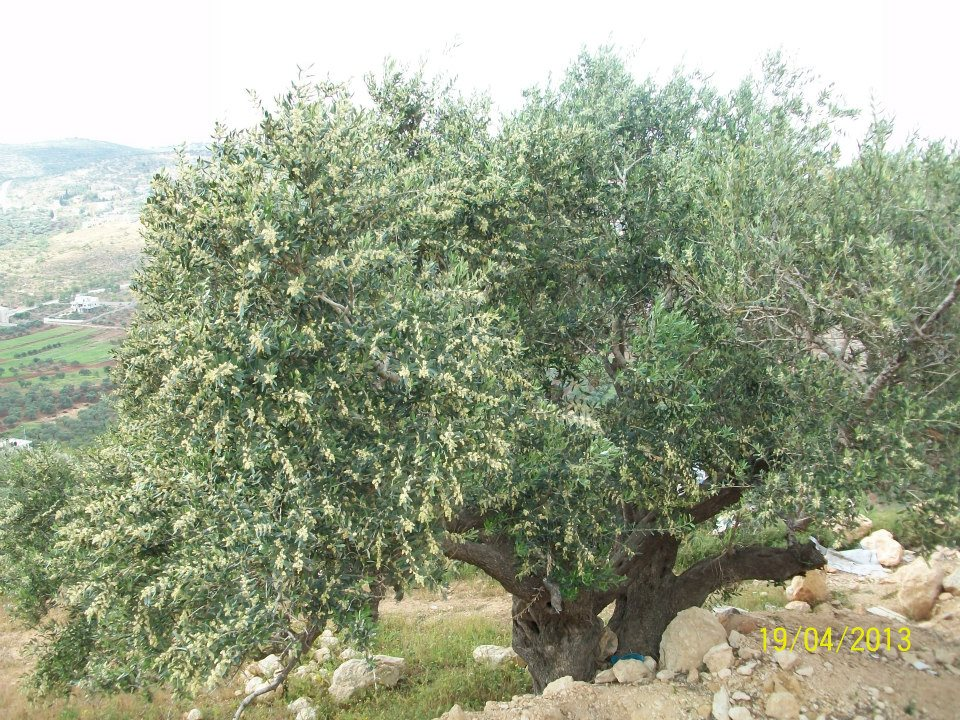
شجرة زيتون في قبلان

## التسمية

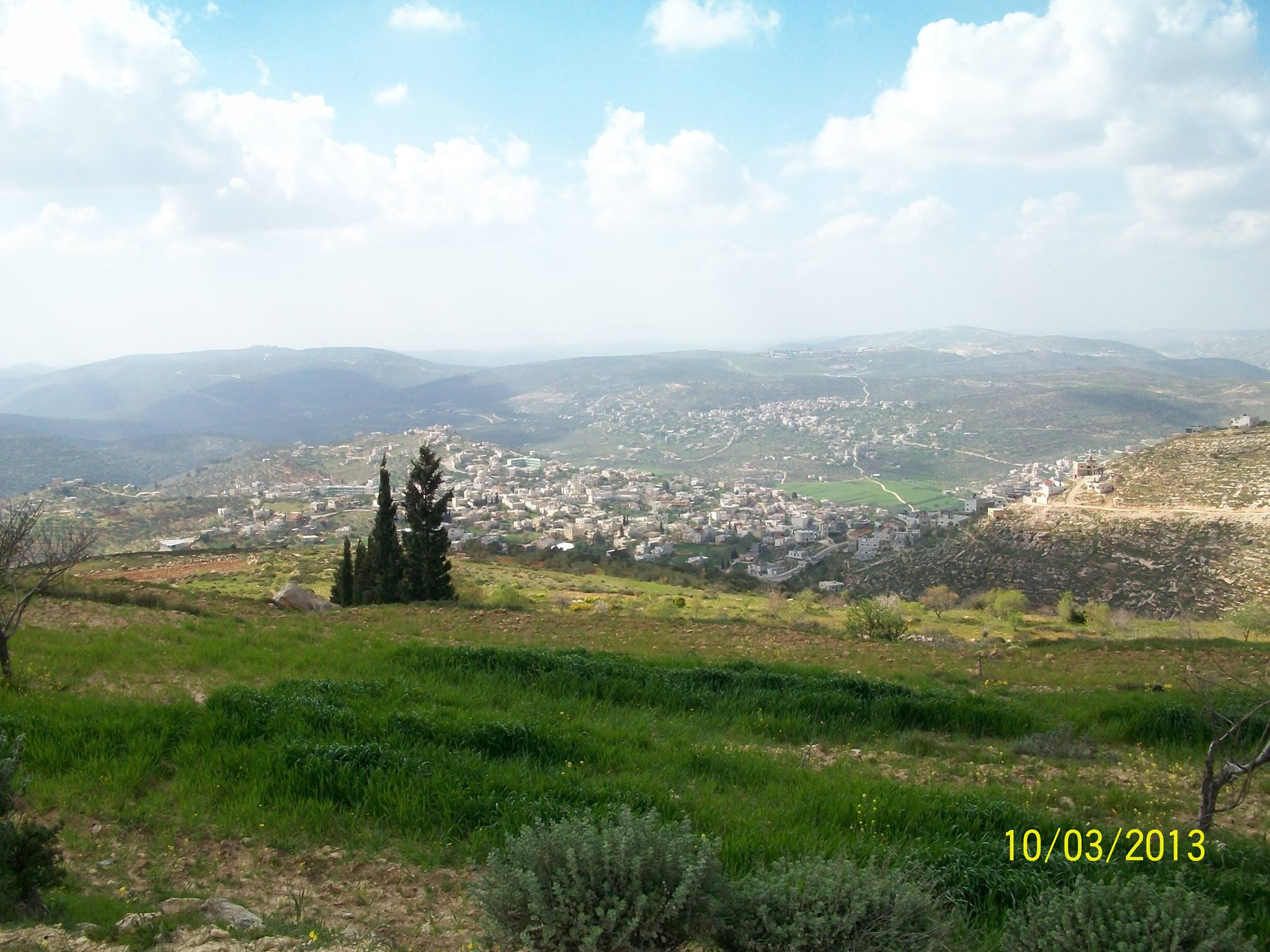
بلدة قبلان

ذٌكرت قبلان في سجلات الدولة العتمانية باسم قبلان، بفتح الأول والتاني والثالث ثم ألف ونون.

### لغوياً
ربما أُطلق الاسم في المنظار اللغوي من مفهوم جغرافي يستند إلى وصف الموقع وطبيعته، فمن معاني «القَبَلُ» لغةً: كل ما ارتفع عن الأرض من جبل أو تل أو نحوهما يستقبل الإنسان، ويقال انزل بقَبَل هذا الجبل أي بسفحه. وهو أيضاً أول ما يُرى من الشيء. وكل هذه المعاني تنطبق على موقع التل السكني.

### الرواية الشفوية
تفيد الرواية الشفوية بأن سبب التسمية جاء من القَبول بالشيء من قول «قبلت»، وقد قيلت اللفظة بالعامية: «أنا قبْلان» بتسكين الباء، فاتخذت اللفظة اسماً للتجمع السكني الناشئ على تل الخلة. ولعل من باب التسهيل أصبحت بفتح الباء.
الرواية:
تقول الرواية أن ساكني تل الخلة شعروا بمدى ضيق مساحة الأرض التي يستغلونها لزراعتهم، وبأنها لا تفي بحاجتهم، فشكوا ذلك إلى المتسلم الحكومي العثماني في لواء نابلس، فاستجاب لطلبهم، وأرسل رجاله مع المتحدث باسم التجمع السكاني الناشئ، حيث عرضوا عليه عدة مواقع رفضها، ولما حددوا له الأرض الواقعة جنوبي الواد وسط السهل أسفل تلة الخلة، قال «أنا قبلان».

## النشأة الحديثة لبلدة قبلان

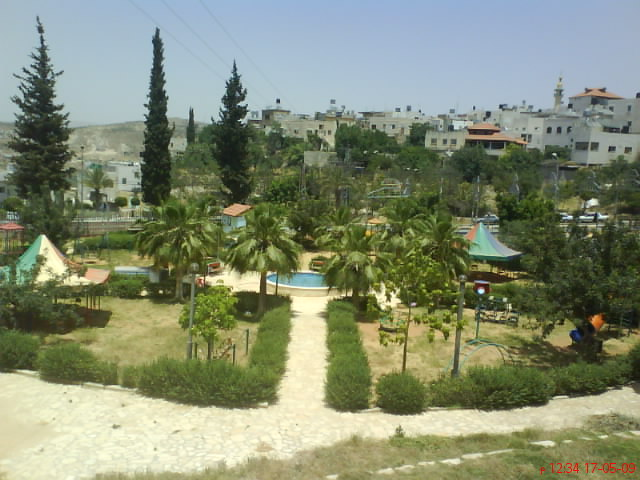
الحديقة العامة في قبلان

تشير بعض الآراء إلى تواصل عمارة موقع تل الخلة وبعض مواقع البلدة الأخرى شرق تل الخلة في حقب إسلامية مختلفة وفي الاحتلال الفرنجي لفلسطين أيضاً، وكذلك يعود اسم قبلان إلى حقبة من تلك الحقب الإسلامية، وبقيت قبلان تشكل مجتمعاً صغير ونواة سكانية أخذت تنمو وتكبر وتم رفدها بسكان جدد قدموا من الشام والخليل في فترات مختلفة بدأت منذ الربع الأخير للقرن السادس عشر في العهد العثماني.
في العهد الايوبي بعد تحرير فلسطين من الفرنجة والمحتلين ازداد الاهتمام بالاستقرار بفلسطين وكذلك شجع الايوبيون وعلى رأسهم صلاح الدين بالإستقرار والإقامة في كل تل ومنكب في فلسطين للحفاظ عليها. ومن جانب موثق في هذا الشأن فقد وجِدَ أربع أسر في العام 1597م إبان حكم الدولة العلية العثمانية، وكانت هذه الأسر نواة قبلان التي نمت بشكل ملحوظ من تعداد سكاني لا يبلغ ثلاثين نفساً إلى تعداد سكاني يفوق سبعة آلاف نفس خلال أربعة قرون تقريباً. سواء كانت هذه الأسر الأربعة تشكل تواصلاً سكانياً في الموقع من العهود الإسلامية السابقة الأيوبية والمملوكية، أو جاءت إلى الموقع في حدود التاريخ المشار إليه وأقامت فيه، كمرحلة متجددة من مراحل عمارة موقع البلدة، فإنها تشكل نواة قبلان المتنامية، وحلقة من حلقات تواصل عمارتها الإسلامية ضمن العهود المتعاقبة، حيث أقامت على تل عين الخلة، الذي تمتع بموقع مناسب في مقاييس ذلك الزمان للإقامة فيه، وخاصة عندما كان الموقع مجرداً من العمران ويشكل تلة مرتفعة قامت عليها بيوت الأسر الأربعة. وما من شك أن نمو قبلان المتمثل بنمو نواتها واتساعها بدأ منذ أواخر القرن السادس عشر، في العصر العثماني، الذي كان طوراً من أطوار عمارة قبلان وحلقة حلقات العمران والتواصل التاريخي لقبلان والمنطقة الجنوبية الشرقية لجبال نابلس وأرض فلسطين عامة.

## الموقع الجغرافي

مدخل البلدة

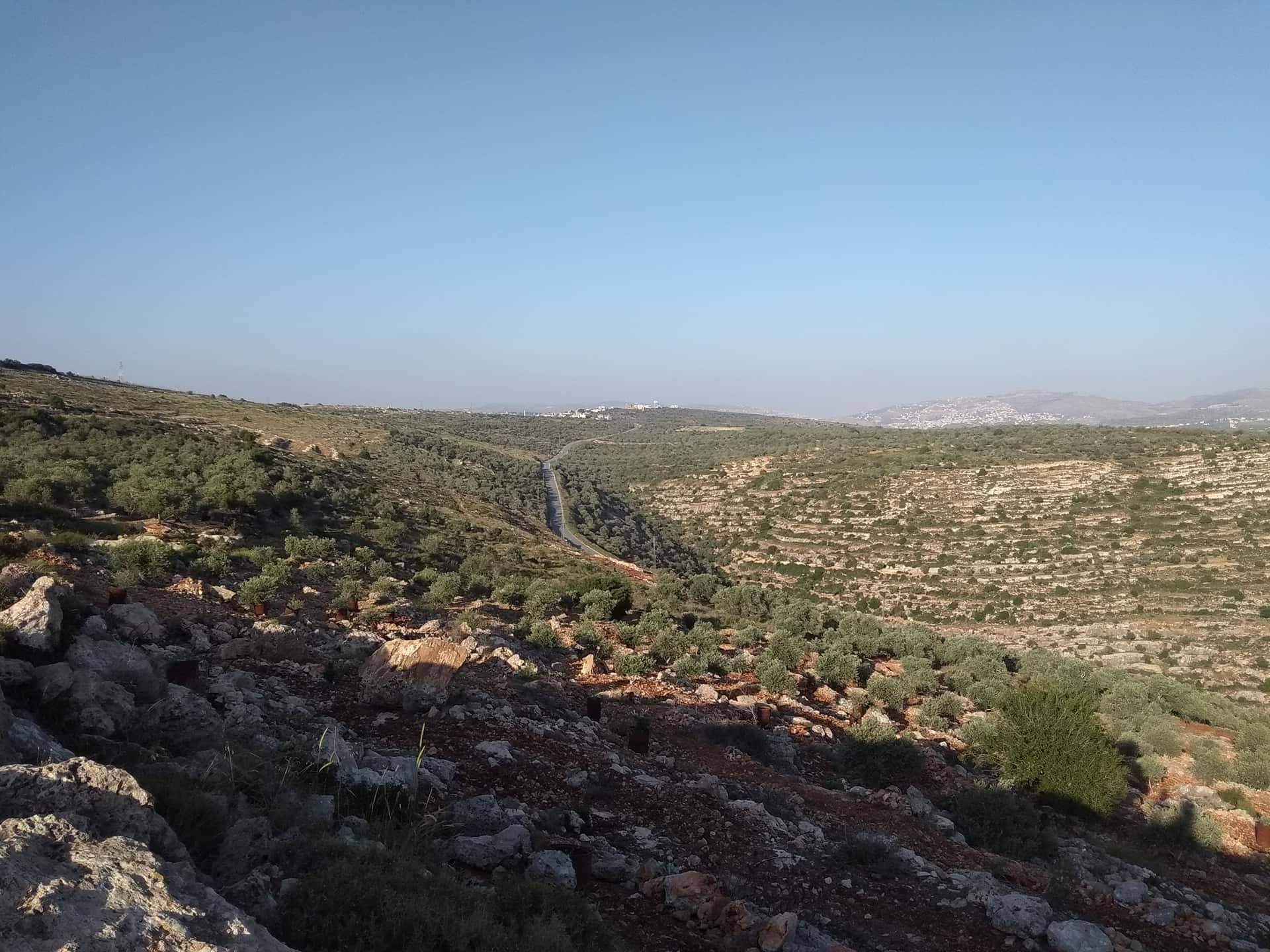
في الأفق يمينًا، تظهر بلدة قبلان من سلفيت

تقع قبلان في الجزء الجنوبي الشرقي من جبل نابلس، على بعد 19 كم من نابلس، و44 كم من القدس. على الطريق الرئيس الواصل بين نابلس وبين رام الله. وترتفع 645 متراً عن سطح البحر. كما يقع في محيط قبلان مجموعة من القرى والبلدات: بيتا من الشمال، ومن الجنوب قرى تلفيت وقريوت وجالود، ومن الغرب يتما والساوية واللبن الشرقية، ومن الشرق جوريش وأوصرين وعقربا.
بالقرب من القرية يقع جبل صبيح في حوض قبلان يقع بين قبلان ويتما وبيتا وتعود ملكيته لأهالي القرى ذاتها.

## السكان

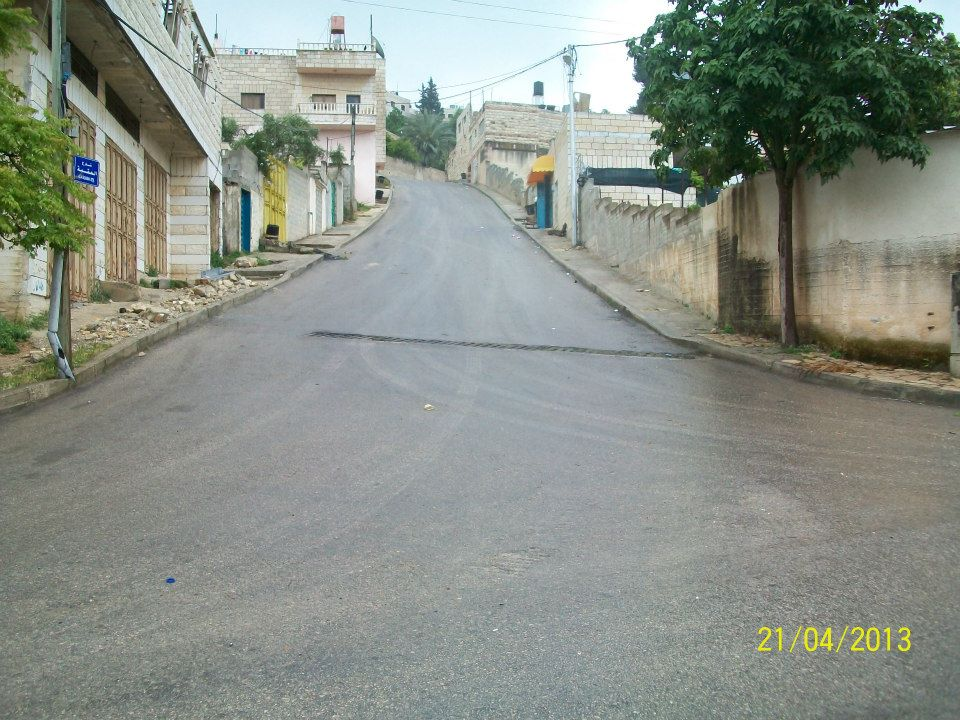
جزء من شارع المدرارس في قبلان

يقول مصطفى مراد الدباغ في موسوعة بلادنا فلسطين عند حديثه عن سكان قرية قبلان أن أصول سكانها تعود إلى سوريا وجبل الخليل وكفر عطْيَة.وقد ذكر في السجلات العثمانية لعام 1596م قرية كفر عطية، وقد كانت موجودة في ذلك التاريخ إلا أنها قد تحولت إلى خربة من الخرب ولم يعرف سبب زوالها.
ينضوي سكان قبلان تحت ثلاث حمائل، والحمولة هي عنوان تجمع العائلات التي تشترك في النسب والعمومية والمصاهرة، وهذه الحمائل هي: الأزعر والأقرع والعملة.

### حمايل البلدة
تتسم حمايل وعائلات بلدة قبلان بأخلاق طيبة، ترتكز على حب الخير والصالح العام والتعاون، ومن أدل مظاهر التآخي اختفاء النعرات العائلية والقبلية أو التفاخر بها، وقيام الصلات الطيبة فيما بين أفراد عائلات البلدة، وتداخل العائلات وترابطها بأواصر القربى والمصاهرة.

#### حمولة الأزعر
هي من أحد أبرز عائلات فلسطين ومصر والأردن وسوريا ويعود اصلها إلى أسرة تقطن قارا الواقعة بين دير عطية وحمص قدم جدهم السيد عبد الكريم ابن إبراهيم من الموصل واستقر فيها إلى أن توفي وذريته هناك وهو من ذرية القطب الجليل الشيخ أبي عبد الله الحسين الشهير بقضيب البان الموصلي المتصل نسبه إلى الإمام السبط الحسن رضي الله عنهم

#### عشيرة العملة
العملة لقب لبعض فروع العشيرة التي تعود بأصولها إلى داود بن ثبيت العمرو أحد أمراء العمرو الذين سيطروا في منطقة الكرك من أوائل القرن الثالث عشر حتى نهاية القرن الرابع عشر الميلادي (1200م - 1300م)
ويقال أن عشائر العمرو جاءت من الجزيرة العربية في بداية أمرها، وأن عشائر العمرو تعود إلى بني عقبة في الجزية العربية، في مطلع القرن السادس عشر الميلادي اتجهت قبيلة العمرو إلى داخل فلسطين، فقسم توجه نحو جنوب القدس وقسم توجه إلى رمون قضاء رام الله والقسم الثالث إلى الخليل وأقامت عشيرة عمران بن دبوس العمرو في حلحول، ومن ثم اتجه أولادها في إلى قبلان وأقاموا فيها بحدود عام 1646م.

#### حمولة الأقرع
تشير الرواية الشفوية أن أصول حمولة الأقرع تعود إلى العراق، أو الشام، وربما قدمت من العراق إلى الشام ثم فلسطين. وتذكر الرواية الشفوية أن جد حمولة الأقرع جاء في وقت متأخر، وكان نزوله في قبلان على تل عين الخلة وإقامته الدائمة فيها. ونجد حمولة الأقرع في الأردن والعراق وفلسطين في غزة، ولا تتضح الروابط بين الأقرع في قبلان وهذه العائلات، وتتشكل حمولة الأقرع في قبلان حسب الرواية المرجحة من جد آل الأقرع، دغمش وأبنائه الأربعة.

#### عائلة دار أبو زينة
يقول كبار العائلة بأن العائلة تنحدر من بلدة الطيبة في محافظة رام الله. إذ قدم جد العائلة الأكبر محمد أبو زينة منذ 160 عاماً تقريباً، وإلى عهد قريب كان هناك تواصل ما بين عائلة أبو زينة في الطيبة وبين عائلة أبو زينة في قبلان وبلغ عدد العائلة في البلدة قرابة 600 نسمة.

#### عائلة آل عابد
تعد عائلة عابد من أكثر العائلات انتشاراً في فلسطين، إذ يوجد عابد من رام الله، والرملة، وجنين ومناطق آخرى غيرها.
إلا أن عائلة آل عابد في قبلان لا ترتبط بهذه العائلة، ويعتبر آل عابد أنفسهم جزء من حمولة الأقرع وقد امتازت عائلة عابد بالطيبة والخير وحب الاخرين.

#### عائلة آل شحروج
وهي فخذ من حمولة الأزعر

### النمو السكاني
بدأت البلدة في عام 1596م بعدد سكان قدره 20 نفساً فقط. وبقي النمو السكاني ضعيف خلال القرون الثلاثة الأولى أو ما ينيف عنها بربع قرن، فقد بلغ التعداد السكاني في قبلان عام 1922م -771 نفساً- بواقع زيادة سكانية في القرن الواحد تقارب 250 نفساً من ناحية حسابية. ورغم ضعف قيمة النمو السكاني في الفترة المشار إليها إلا أنه كان مقبولاً مقارنةً مع قرى أخرى في المنطقة، وربما يدل ذلك على حدوث هجرات مضادة خارج القرى الأخرى بينما لم يحدث ذلك في قبلان وإن حدث فيكون على نطاق فردي وضيق جداً وكما أن البلدة استقطبت هجرات سكانية واستوعبتها نسيجاً واحداً نمت البلدة من خلاله.
وفي أقل من قرن في الفترة (1922م - 2007م) نمت البلدة نمواً مضطرباً إذ زاد عدد سكانها بشكل ملحوظ، فقد بلغ التعداد السكاني أكثر من 10000 نسمه

### أهالي قبلان خارج الوطن
يقدر عدد الأهالي من قبلان المقيمين خارج الوطن في مختلف الدول العربية والأجنبية بحوالي 6000 نسمة، القسم الأعظم في المملكة الأردنية الهاشمية. ويتسم أهالي البلدة بالتواصل فيما بينهم داخل الوطن وخارجه. ولأهل قبلان المقيمين خارج فلسطين أياد بيضاء في خدمة بلدهم قبلان، الذين أظهروا له كل الانتماء، وساهموا في تطويره بدعمهم المادي والمعنوي، ووقفوا في مسيرة البناء والعطاء أينما كانوا.

## التعليم في قبلان
عُرف أهالي جبل نابلس بحبهم للعلم منذ القدم، كما اشتهر أبناؤه بذكائهم وفطنتهم. وحسب الإحصائيات التي أوردها الكتاب السنوي لوزارة المعارف العثمانية الصادر عام 1321هـ/1903م كان مجموع المدارس التي أنشأها العثمانيون في الديار النابلسية حتى ذلك العام بلغت 90 مدرسة ابتدائية. وأول مدرسة رسمية أنشأها العثمانيون في قبلان كانت في عام 1884م/1311هـ، أي منذ قرن ونصف القرن، وهي مدرسة بنات قبلان الثانوية حالياً. وكانت مدرسة ابتدائية المدة التعليمية فيها أربع سنوات، وكانت المادة التعليمية في تلك الفترة هي القرآن الكريم والحساب والإملاء وخط الرقعة والتاريخ والجغرافيا. في سنة 1928 أضيفت غرفة صفية واحدة للمدرسة لتلائم الإقبال المتزايد على التعليم في البلدة.
كان الطالب يتخرج بعد أربع سنوات وقد ختم القرآن تلاوة صحيحة مع بعض الحفظ، ويكون تعلم القراءة والكتابة والحساب بإتقان. وبعد كل تخرج كان أهالي البلدة يقيمون الاحتفالات ويذبحون الذبائح تكريماً للخريجين من أبنائهم. وكان الأهالي يجمعون الأموال ويقومون ببناء غرفتين في مدرسة القرية، مما ساعد على تطور المدرسة وتقدمها بحيث أصبحت تضم 76 طالباً عام 1944.
ومن أوائل الخريجين الذين مارسوا التعليم في قبلان: المعلم محمد عبد القادر أبو زهرة الذي أكمل تعليمه في القاهرة وألمانيا ودرس الطب، والمعلم عبد الغفار صادق الأزعرالذي أكمل دراسته في جامعة دمشق، والمعلم عبد المهدي جبر محمود، والحاج سميح عبد الحافظ المسعود الذي تابع تعليمه في جامعة بيروت العربية وفي معهد الدراسات الإسلامية في القاهرة. ومن الجامعات التي درس فيها أهل قبلان: جامعة النجاح الوطنية وجامعة خضوري في طولكرم والجامعة الأردنية وجامعة اليرموك وجامعة بيروت العربية.
وتطورت العملية التعليمية في قبلان بمرور الزمن ومن هذه التطورات بناء مدرسة للبنات في وسط البلد عام 1964م إثر ازدياد عدد الطالبات، حيث بلغ عدد الطالبات عام 1967م 139 طالبة. وكان لدى الاهالي اهتمام كبير بالمسيرة التعليمية وبرز هذا الاهتمام الرسمي في البلدة كأولوية منذ أكثر من عقدين ولا زال. واثر هذا الاهتمام حذثت قفزة واضحة في الوضع التعليمي منذ أوائل التسعينات وحتى الوقت الحاضر، ومن مظاهر هذا التطور تضاعف عدد المدارس من ثلات مدارس (اثنتين للذكور وواحدة للإناث)، إلى ست مدارس (ثلاث للذكور وثلاث للإناث)، وكذلك ارتفاع عدد الملتحقين بالجامعات، والتحاق بعض أبناء القرى المجاورة بمدارس البلدة وخاصة للالتحاق بالفرع العلمي.

### مدارس قبلان
يبلغ عدد المدارس الحكومية في بلدة قبلان ستة مدارس ثلاثة للإناث وثلاثة للذكور.

#### مدرسة ذكور قبلان الثانوية

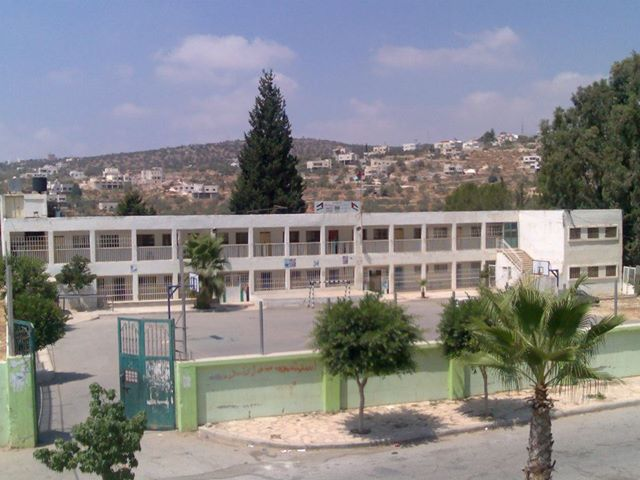
مدرسة ذكور قبلان الثانوية

مع ازدياد عدد الطلاب في عام 1974م بُنيت مدرسة ذكور قلان الثانوية في موقع ملعب البلدة في السهل الشرقي ونقل إليها الطلاب.

#### مدرسة ذكور قبلان الأساسية
مع ازدياد معدل النمو السكاني في البلدة تم إنشاء مدرسة مستقلة للمرحلة الابتدائية للذكور في موقع العقبة بالقرب من مسجد أسامة بن زيد في العام 1980م ونقل إليها طلاب المرحلة الأساسية.

#### مدرسة بنات قبلان الثانوية
تأسست عام 1990م وتضم طالبات المرحة الثانوية من الصف السابع وحتى الصف الثاني عشر.

#### مدرسة بنات قبلان الأساسية
كانت بداية ضمن المدرسة الثانوية ثم تم فصلها فيما بعد عام 1998م لتصبح مدرسة خاصة لطالبات المرحلة الأساسية.

#### مدرسة الزهراء الثانوية للبنات

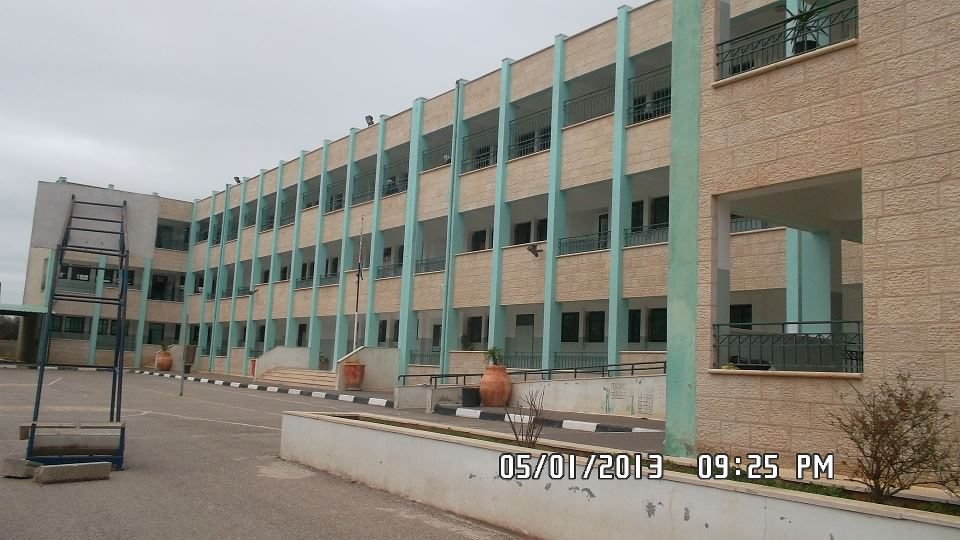
مدرسة الزهراء الثانوية للبنات في قبلان

مدرسة نموذجية واسعة ذات طراز حديث تأسست عام 2005م، تضم كافة المراحل التعليمية وقد تأسست إثر الحاجة الملحة لإستيعاب أعداد الطالبات المتزايد، وتوفير بيئة تعليمية مناسبة. وقد تم تأسيس هذه المدرسة بجهد كبير من بلدية قبلان الأولى وغيرها من المؤسسات.

#### مدرسة الراشد الثانوية للبنين

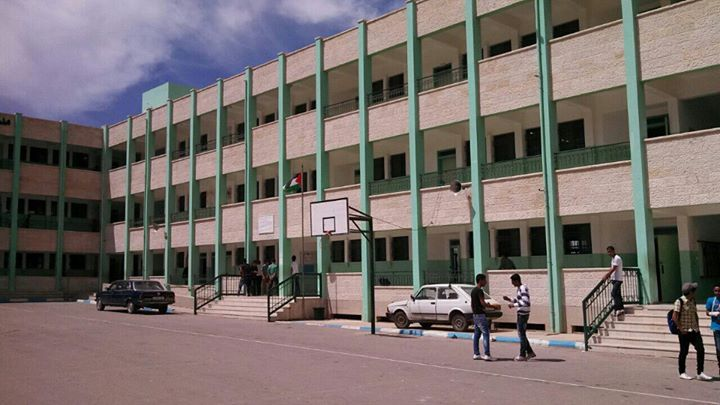
مدرسة الراشد الثانوية للبنين في بلدة قبلان

تأسست عام 2008م، إثر الأوضاع التعليمية الصعبة، وقد تم افتتاحها بفضل جهود بلدية قبلان الثانية التي سعت لإجراء الترتيبات اللازمة مع مديرية التربية والتعليم في نابلس وموافقتها على البدء بالعمل على إنشاء المدرسة.

### رياض الأطفال
بدأ الاهتمام برياض الأطفال منذ عام 1968م حيث افتتحت أول روضة أطفال في بييت في وسط البلدة، إلا أن هذا الاهتمام توقف لبعض الوقت، إلى أن قام المربي الفاضل الأستاذ سلطان أحمد «رحمه الله» بريادة هذا الجانب بإنشاء روضة أحباب سلطان «روضة أطفال قبلان سابقاً» في العام 1987م، فكانت فاتحة الروضات النموذجية التي أُسست في البلدة على النمط الحديث. واهتم الأهالي بشكل كبير بانتظام أبنائهم ضمن المرحلة التعليمية الخاصة برياض الأطفال.وروضات بلدة قبلان هي: روضة أحباب سلطان، وروضة النور، وروضة طيور الجنة.

### المدارس الخاصة
ظهر في قبلان حديثاً عدة مدارس خاصة تختص بالمرحلة الأساسية وهي: مدرسة احباب سلطان، ومدرسة روّاد المعرفة، ومدرسة طيور الجنة.

## المؤسسات في قبلان

### منتدى قبلان الثقافي
تم إنشاء منتدى قبلان الثقافي عام 1998 م ويهدف بشكل أساسي إلى تنشيط الواقع الثقافي لأهالي البلدة مستهدفاً كافة الفئات العمرية في البلدة من الأطفال والشباب وقطاع المرأة وكافة أهلي البلدة.
من أهم نشاطات المنتدى ومشاريعه كانت إقامة مكتبة قبلان العامة والتي تحوي ما يربو عن خمسة آلاف كتاب، وأعتمد المنتدى في نشاطاته على إقامة الندوات والأمسيات الثقافية والشعرية في مختلف المناسبات الوطنية والشعبية.

### جمعية قبلان التعاونية للتنمية الريفية
هي جمعية نسائية تأسست عام 2006، تضم مجموعة من العضوات اللّاتي تمتلك كل واحدة منهن 200 سهم، وتعمل الجمعية حالياً بتمويل ذاتي مصدره أسهم العضوات المساهمات في تأسسيسها وكذلك المعرض الاستهلاكي (السوبر ماركت) الخاص بالجمعية، والمطبخ الإنتاجي الذي يلبي الطلبيات الداخلية والخارجية، وتسويق بعض منتجوتها سواء خارج البلدة أو داخلها، بالإضافة إلى المنح المقدمة من خلال المركز الفلسطيني.
- رسالة الجمعية:

تنمية وتطوير المرأة في قبلان من خلال تنفيذ مشاريع لرفع مستواها الاقتصادي والاجتماعي والثقافي والذي ينعكس إيجابياً عليها وعلى أسرتها.
- أهداف الجمعية:

1. توفير فرص عمل للنساء.
2. التعاون مع هيئات المجتمع المحلي والمدني.
3. تشجيع الأعضاء على الإدخار والتوفير.
4. رفع المستويين المعيشي والثقافي للأعضاء.

- منتجات الجمعية:

عجينة السمبوسك، الوجبات الغذائية حسب الطلب، السمبوسك المحشية والقبة المحشية، الصابون البلدي، المشغولات اليدوية مثل المطرزات، بالإضافة إلى المخللات والمفرزات والمجففات والمربيات والحلويات والمعجنة.

### جمعية قبلان الزراعية الخيرية
بدأت فكرة تشكيل الجمعية لدى مجموعة من المزارعين والمعنيين في خدمة البلدة في المجال الزراعي في بداية عام 2003، وقد حصلت الجمعية على ترخيص في 28-1-2004.
- أهداف الجمعية :

1. العمل على تنمية القطاع الزراعي بشقيه النباتي والحيواني.
2. العمل على تحسين الوضع الاجتماعي والاقتصادي للمزراعين وخاصة المحتاجين.
3. السعي على إيجاد مشاريع تنموية تنفذ في القرية من أجل خدمة المزارعين وتطويرهم.
4. العمل على المحافظة على سلامة البيئة في القرية.

### نادي القسطل الرياضي
تأسس نادي القسطل عام 1997 م وقد سبقته عدة أندية من قبل استمرت لفترات متقطعة، ويأتي تأسيس النادي الحالي بتوجيه من الدكتور عزمي الشعبي عندما كان وزيراً للشباب والرياضة بحيث كانت الفكرة اندماج عدة أندية محلية لتشكل نادي القسطل الرياضي حخيث يمثل المنطقة فيضم النادي : بلدة قبلان وقرى يتما وتلفيت وجوريش وأوصرين، وقد تم اختيار قبلان لتكون مركزاً له.
- رسالة النادي :

العمل على بناء مؤسسة تهتم بكافة شرائح المجتمع والحفاظ على العلاقات الاجتماعية بين القرى المجاورة. وشعار النادي هو : ثقافي -اجتماعي -رياضي
- أهداف النادي :

1. رفع المستوى الرياضي للشباب، وبث روح التعاون والنشاط في المنطقة وممارسة الألعاب الرياضية الفردية والجماعية.
2. ممارسة الأنشطة الثقافية المختلفة بما يتلاءم مع القوانين والأنظمة السائدة.
3. ممارسة الأنشطة الاجتماعية وتطويرها في المنطقة والقرى المجاورة.
4. الاهتمام بالمرأة الفلسطينية ومحاولة توفير النشاط الرياضي لها ولذوي الاحتياجات الخاصة في المجتمع.
5. تعزيز التعاون وتفوية أواصر العلاقات بين النادي والمؤسسات الموجودة في البلدة وفي المنطقة والوطن.

- الاتحادات الفلسطينية التي يشترك فيها نادي القسطل :

1. اتحاد كرة القدم الفلسطيني : حيث شارك النادي في بطولات الاتحاد الرسمية والتنشيطية التي يقيمها للأندية.
2. اتحاد كرة اليد الفلسطينية : شارك في بطولات الاتحاد الرسمية وهو مصنف (درجة ممتازة).
3. اتحاد الكرة الطائرة الفلسطينية : شارك النادي في بطولات الاتحاد.

- وعاد نادي القسطل للظهور في عام 2014 بعد انقطاع 3 سنوات عن التدريبات أو المشاركات وتقوم إدارة النادي بتنمية العديد من الفئات الشابة فيه.
- ملعب كرة القدم للنادي هو ملعب بلدية قبلان.